# Periyasemur
Periyasemur è una suddivisione dell'India, classificata come town panchayat, di 32.044 abitanti, situata nel distretto di Erode, nello stato federato del Tamil Nadu. In base al numero di abitanti la città rientra nella classe III (da 20.000 a 49.999 persone).

## Geografia fisica
La città è situata a 11° 22' 12 N e 77° 41' 27 E.

## Società

### Evoluzione demografica
Al censimento del 2001 la popolazione di Periyasemur assommava a 32.044 persone, delle quali 16.660 maschi e 15.384 femmine. I bambini di età inferiore o uguale ai sei anni assommavano a 3.548, dei quali 1.855 maschi e 1.693 femmine. Infine, coloro che erano in grado di saper almeno leggere e scrivere erano 21.401, dei quali 12.283 maschi e 9.118 femmine.